# ورم حليمي
وَرَمٌ حُلَيمِيّ (بالإنجليزية: Papilloma)‏، يشير إلى حدوث ورم حميد في الخلايا الطلائية النامية بشكل بروزات (زيادة ظاهرية أو خارجية) بشكل يشبه سعف الإصبع.
وفي هذا السياق حليمة papilla تشير إلى الزائدة التي أنشأها الورم، وليس على الورم الحليمة القائمة بالفعل (مثل الحلمة). عندما تستخدم من دون السياق، كثيرًا ما تشير الكلمة إلى حالات العدوى الناجمة عن فيروس الورم الحليمي البشري (فيروس الورم الحليمي البشري)، مثل البثور. ولكن هناك عددا من الظروف والحالات الأخرى التي تسبب الورم الحليمي، مثل الورم الحليمي الضفيري المشيمي وحطاطات لؤلؤية القضيب.